# Gewone protea
De gewone protea (Protea caffra) is een kleine boom of struik uit de familie Proteaceae.

## Beschrijving
De gewone protea groeit als een struik of een kleine boom en wordt drie tot acht meter hoog. De centrale stam heeft doorgaans een diameter van 400 millimeter. De vuurbestendige schors is donkerbruin tot zwart en heeft bij volwassen exemplaren netvormige barsten. 
De gewone protea heeft een onregelmatige en gespreide bladerkroon. De ellipsvormige bladeren zijn 70 tot 250 millimeter lang en 4 tot 45 millimeter breed. Ze hebben een gladde, leerachtige structuur en variëren van lichtgroen tot grijsgroen. De takken bereiken een diameter van 4 tot 12 millimeter. In de bloeiperiode draagt elke tak gewoonlijk een bloem, maar groepen van drie tot vier bloemen komen ook voor. De bloemen zijn in gesloten toestand bol- tot eivormig en, wanneer geopend, breed en ondiep, met een diameter van 45 tot 80 millimeter. De spatelvormige, langwerpige kroonbladeren zijn roomkleurig tot steenrood en worden omrand door zes tot acht rijen schutbladeren.

## Verspreiding
De gewone protea  heeft een groot aantal verschijningsvormen en kent meerdere ondersoorten. De plant komt veelvuldig voor in zijn verspreidingsgebied. Deze bevindt zich aan de oostelijke zijde van Afrika, van Zuid-Afrika tot Tanzania. Hij komt voor in open of beboste graslanden van Afrika, bij voorkeur op een rotsachtige ondergrond. De gewone protea kan aangetroffen van het zeeniveau tot een hoogte van 2100 meter. In de Afromontane zone groeit hij vrijwel altijd op de zuidelijke hellingen, waar het terrein doorgaans rotsachtiger en beter gedraineerd is. Meestal groeien de bomen of struiken met een grote onderlinge tussenruimte en bedekken ze gezamenlijk een groot gebied.

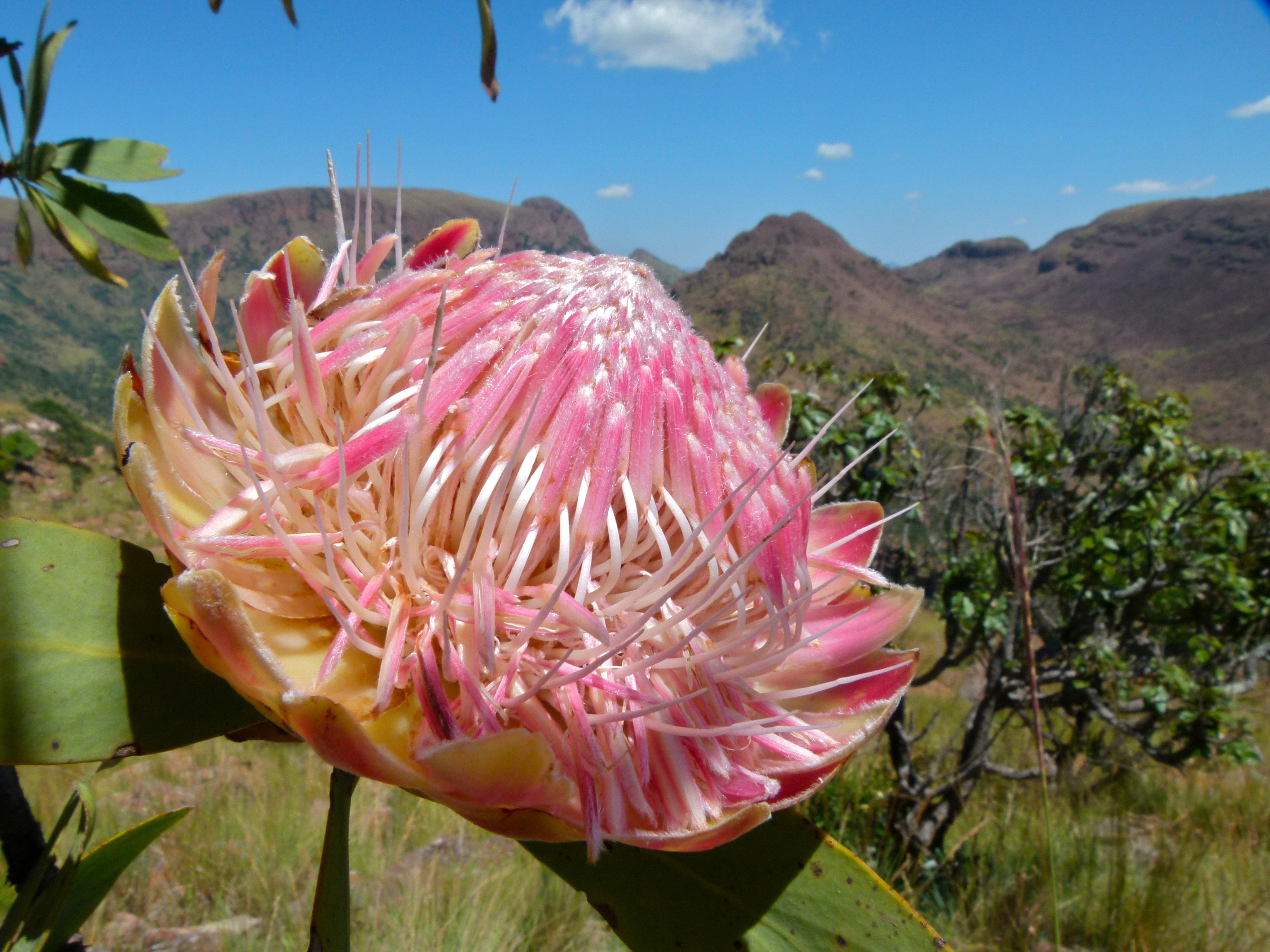
Gewone protea in het Nationaal park Marakele, Zuid-Afrika
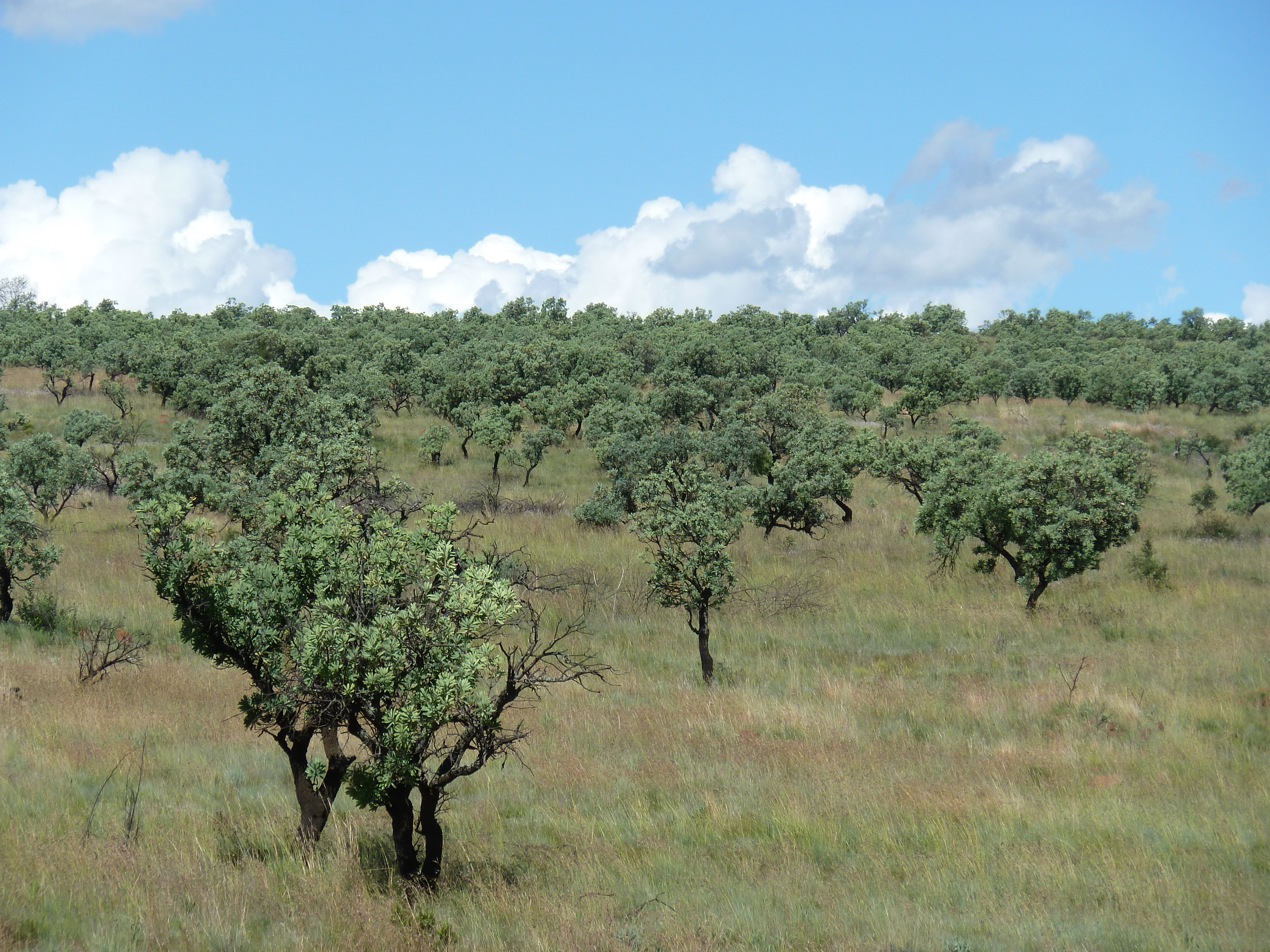
Gewone protea in Krugersdorp, Zuid-Afrika
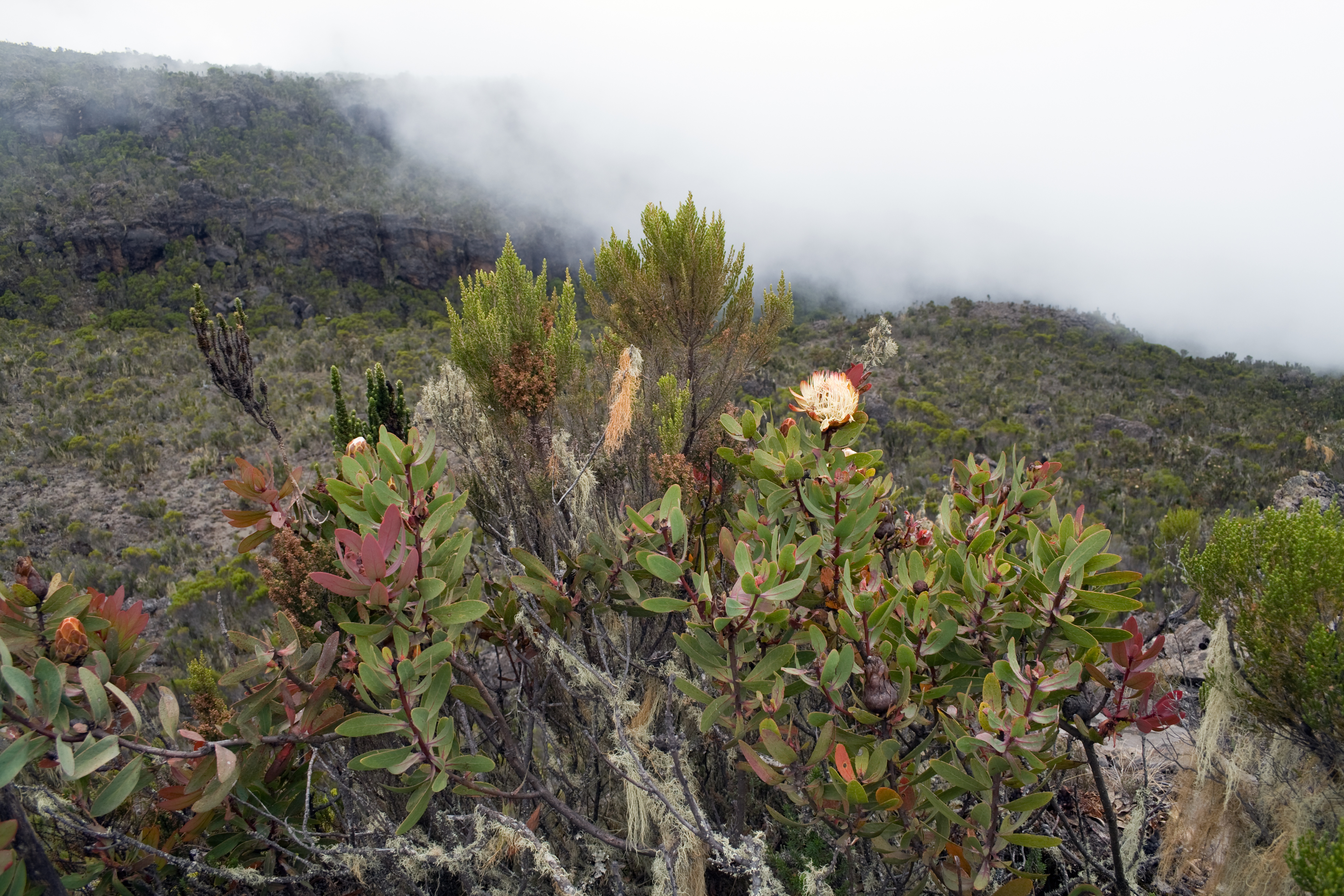
Protea caffra kilimandscharica is een ondersoort die groeit op de Kilimanjaro.